# Drugi rząd Aníbala Cavaco Silvy
Drugi rząd Aníbala Cavaco Silvy (port. XI Governo Constitucional de Portugal – XI rząd konstytucyjny Portugalii) – rząd Portugalii funkcjonujący od 17 sierpnia 1987 do 31 października 1991.
Był to jednopartyjny gabinet utworzony po wyborach parlamentarnych w 1987, wygranych ponownie przez Partię Socjaldemokratyczną. Po kolejnych wyborach w 1991, wygranych ponownie przez socjaldemokratów, został zastąpiony przez trzeci rząd tego samego premiera.

## Skład rządu
- Premier: Aníbal Cavaco Silva
- Wicepremier: Eurico de Melo (do 1990)
- Minister ds. prezydencji: Fernando Nogueira
- Minister obrony narodowej: Eurico de Melo (do 1990), Carlos Brito (w 1990), Fernando Nogueira (od 1990)
- Minister ds. kontaktów z parlamentem: António Capucho (do 1989), Manuel Dias Loureiro (od 1989)
- Minister finansów: Miguel Cadilhe (do 1990), Miguel Beleza (od 1990)
- Minister ds. planowania i administracji terytorialnej: Luís Valente de Oliveira
- Minister administracji i spraw wewnętrznych: José Silveira Godinho (do 1990), Manuel Pereira (od 1990)
- Minister sprawiedliwości: Fernando Nogueira (do 1990), Álvaro Laborinho Lúcio (od 1990)
- Minister spraw zagranicznych: João de Deus Pinheiro
- Minister rolnictwa, rybołówstwa i żywności: Álvaro Barreto (do 1990), Arlindo Cunha (od 1990)
- Minister przemysłu i energii: Luís Mira Amaral
- Minister edukacji: Roberto Carneiro
- Minister robót publicznych, transportu i komunikacji: João Maria de Oliveira Martins (do 1990), Joaquim Ferreira do Amaral (od 1990)
- Minister zdrowia: Leonor Beleza (do 1990), Arlindo de Carvalho (od 1990)
- Minister ds. zatrudnienia i ochrony socjalnej: José Albino Silva Peneda
- Minister handlu i turystyki: Joaquim Ferreira do Amaral (do 1990), Fernando Faria de Oliveira (od 1990)
- Minister delegowany do spraw młodzieży: António Couto dos Santos
- Minister środowiska i zasobów naturalnych: Fernando Real (1990–1991), Carlos Borrego (w 1991)